# 切斯特 (愛達荷州)
切斯特（英語：Chester）是位於美國愛達荷州弗里蒙特縣的一個非建制地區。該地的面積和人口皆未知。

## 地理
切斯特的座標為43°59′58″N 111°34′12″W / 43.99944°N 111.57000°W，而該地的平均海拔高度為1546米（即5072英尺）。